# Inés Sánchez
Inés Aleida Sánchez Guarde de Revuelta, conocida como Inés Sánchez (La Habana, 11 de junio de 1931-San José, 7 de abril de 2023) fue una periodista cubana nacionalizada costarricense. Presentadora del programa Tele Club, transmitido de forma ininterrumpida desde 1963, habiendo batido varios récords, y en el que afirmó haber buscado expresarse libremente como periodista.

## Biografía
Tele Club es el programa que ha tenido al aire durante todos estos años, desde su primera emisión el 8 de febrero de 1963. El programa es dirigido al público femenino, más exactamente a las amas de casa. Tele Club inició en el Canal 4, se mudó luego tres canales más arriba: a Teletica Canal 7, después se fue a Repretel Canal 6, luego al Canal 2 y hasta 2002 su morada fue Canal 4, para pasar a Canal 13 hasta 2015; actualmente se transmite por Televisora de Costa Rica en Teletica Canal 33.
El 21 de enero del 2002 el programa se vio interrumpido debido a un infarto de miocardio sufrido por Inés que la tuvo entre la vida y la muerte. Volvió al programa el 2 de mayo.
Inés Sánchez contó con dos récords Guinness: el del programa educativo más largo de la historia (a nivel mundial) y el de la conductora de un programa educativo con más años al aire. Según la periodista, Tele Club vino a cubrir la falta de un programa para la familia en la televisión costarricense. El programa lleva más de 13 000 ediciones.
Inés Sánchez falleció el 7 de abril de 2023 a los 91 años por causas naturales.